# JR東日本E261系電車
E261系電車（E261けいでんしゃ）は、 東日本旅客鉄道（JR東日本）の直流特急形電車。2020年（令和2年）3月14日に、首都圏と伊豆方面を結ぶ特急「サフィール踊り子」として運用を開始した。

## 概要
JR東日本の「グループ経営構想V（ファイブ）〜限りなき前進〜」（現在は後継のグループ経営ビジョン「変革2027」へ移行）のもと、観光流動の創造と地域の活性化を目的として、伊豆エリアに向けた新たな観光特急列車「サフィール踊り子」用の車両として導入され、2020年（令和2年）3月14日より営業運転を開始した。本形式の導入に伴い、それまで「スーパービュー踊り子」に使用されていた251系が全車置き換えられている。
トータルデザインは奥山清行が率いる「KEN OKUYAMA DESIGN」が担当した。
全車グリーン車で、その内1号車にはJR東日本初のプレミアムグリーン車、2・3号車にはグリーン個室、4号車にはカフェテリア（ヌードルバー）を連結している。JR東日本の在来線特急車両のグリーン車は255系以降4列配置が基本となっていたが、本形式ではグリーン車は3列配置、プレミアムグリーン車は2列配置となっている。
車内チャイム・車載メロディ・ミュージックホーンは、すべて福嶋尚哉作曲のオリジナルのものを使用している。
2021年に鉄道友の会選定のローレル賞を受賞している。

## 構造

### 車体
車体はアルミニウム合金製で、中空押出形材を使用したダブルスキン構造を採用している。
外観のデザインコンセプトは「伊豆の圧倒的で雄大な自然」で、外装色の紺碧色は「伊豆の海と空」、白色は「伊豆の砂浜が太陽の光を受けて金色に輝く様子」、グレーは「溶岩地形である城ヶ崎海岸の黒々とした岩石」を表している。
側窓は側面だけではなく、側天井部に天窓を設置している。側天井部の窓には、遮光用カーテンを設置しないため、可視光透過率の低いガラスを使用している。

### 車内
トイレは2・3・5・7号車に洋式便所・男性用小便所・洗面台を配置しており、このうち5号車の洋式便所は大型電動車椅子対応型となっている。
全席にコンセントを配置している。
バリアフリーとして、5号車に車椅子対応座席を2席配置している。また、多目的室を配置しており、室内には簡易ベッドとして使用できる座席を配置している。

#### グリーン車
プレミアムグリーン車はバックシェル付きの電動リクライニング本革シートを1人用2席 × 10列配置しており、シートピッチは1,250 mm。荷棚の設置は省略して、座席下に荷物スペースがあるほか、専用の荷物置き場を有する。
グリーン車は座席はE5系新幹線のグリーン車用を基本とし、高級感を持たせている。電動レッグレスト、座席上部の読書灯が手元のスイッチで操作可能。シートピッチは1,160mm。背面式テーブル（車端部席ははね上げ式テーブル）及びひじ掛け内に小型のテーブルが収納されており、ドリンクホルダーも装着されている。
荷棚はアルミフレームに強化ガラスをはめ込んだものとしており、天窓からの太陽光を感じられるようにした。室内の東京寄り（8号車は伊豆急下田寄り）に荷物置き場を設置している。
個室（座席）は伊豆急下田方面に向かって左側にあり、海側の眺望に配慮している。

#### カフェテリア
オープンキッチンスペースと食事スペースから構成される。食事スペースは海側にカウンター席を8席、山側にソファー席を4人分 × 2か所配置している。

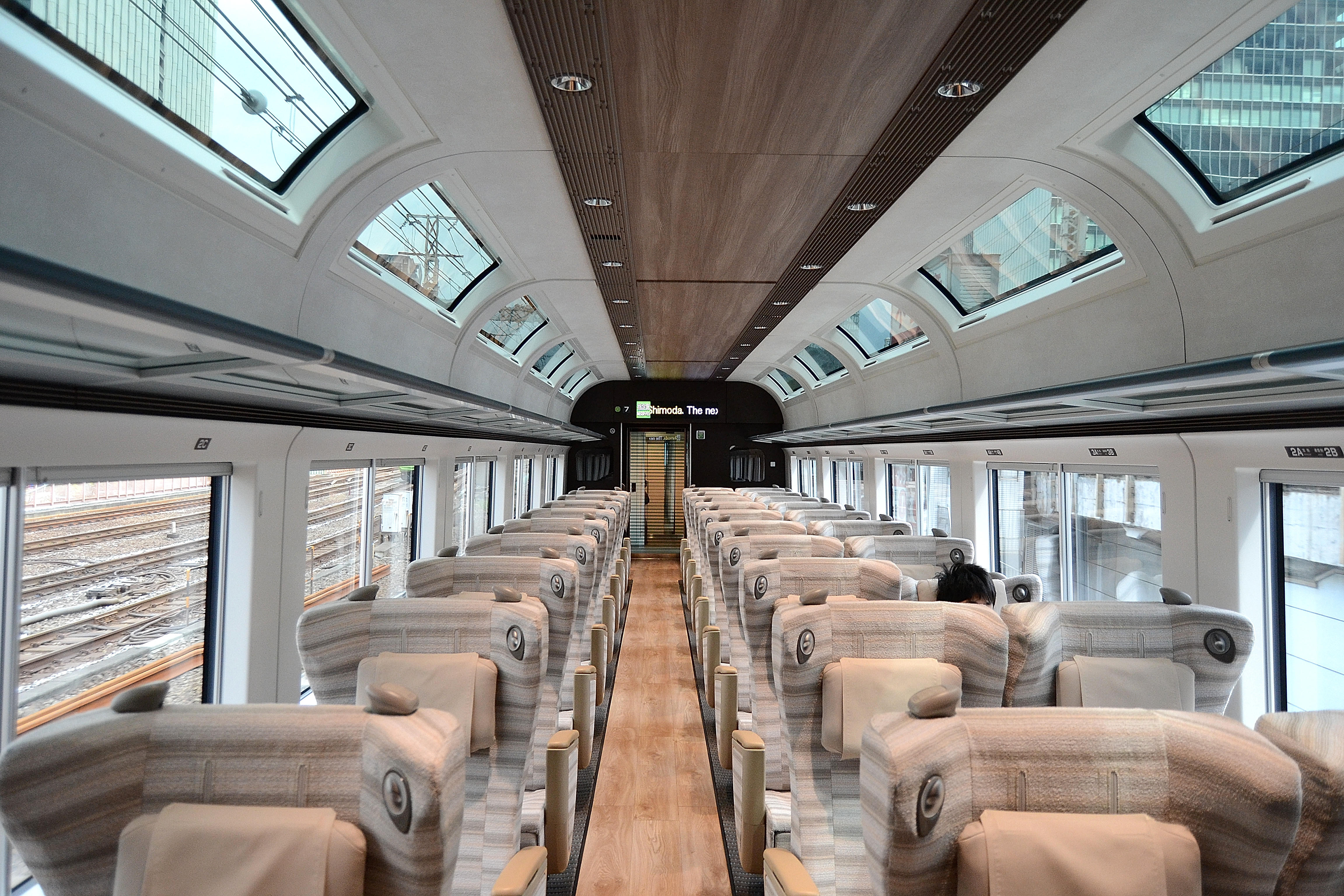
グリーン車車内
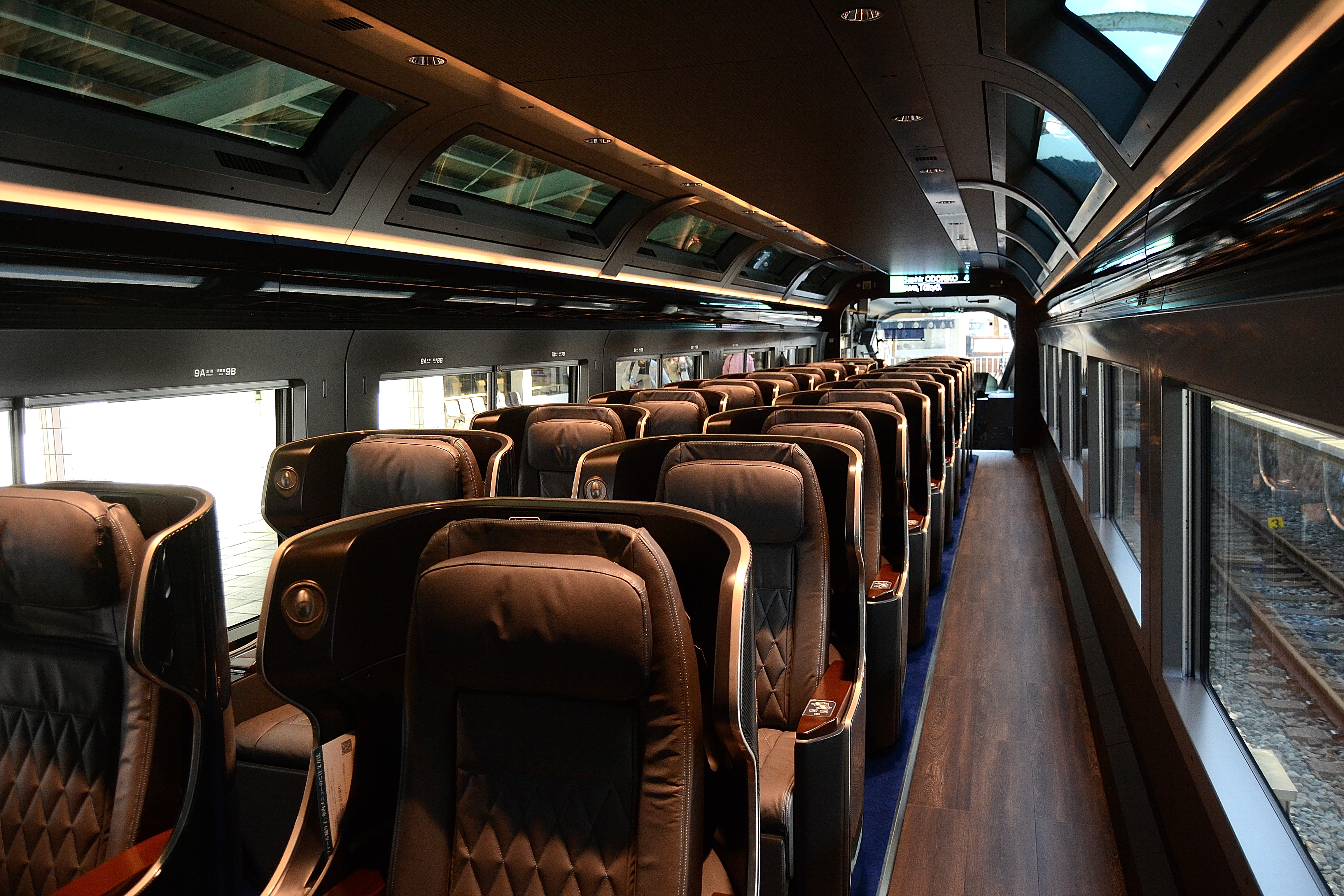
プレミアムグリーン車車内
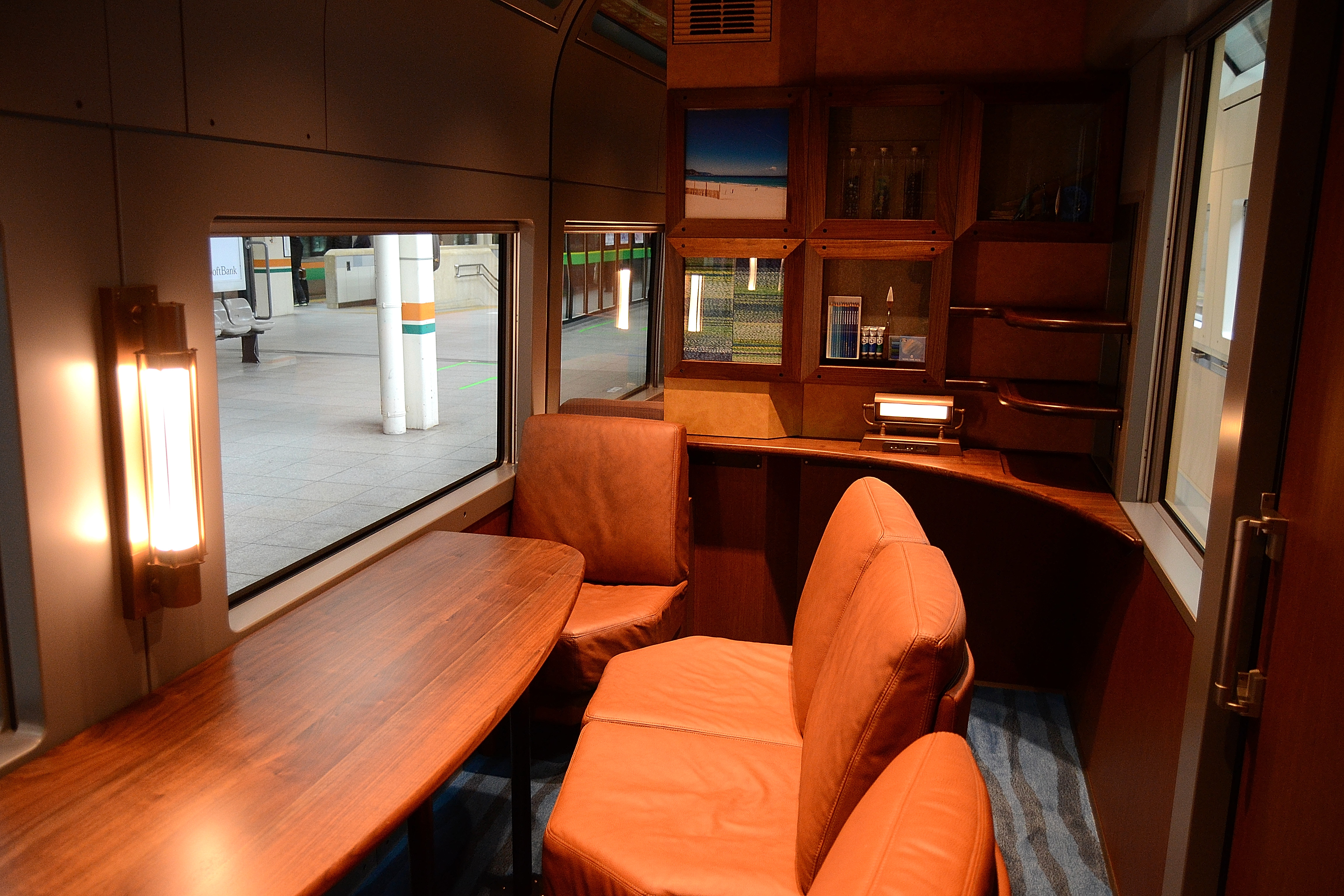
6人用個室
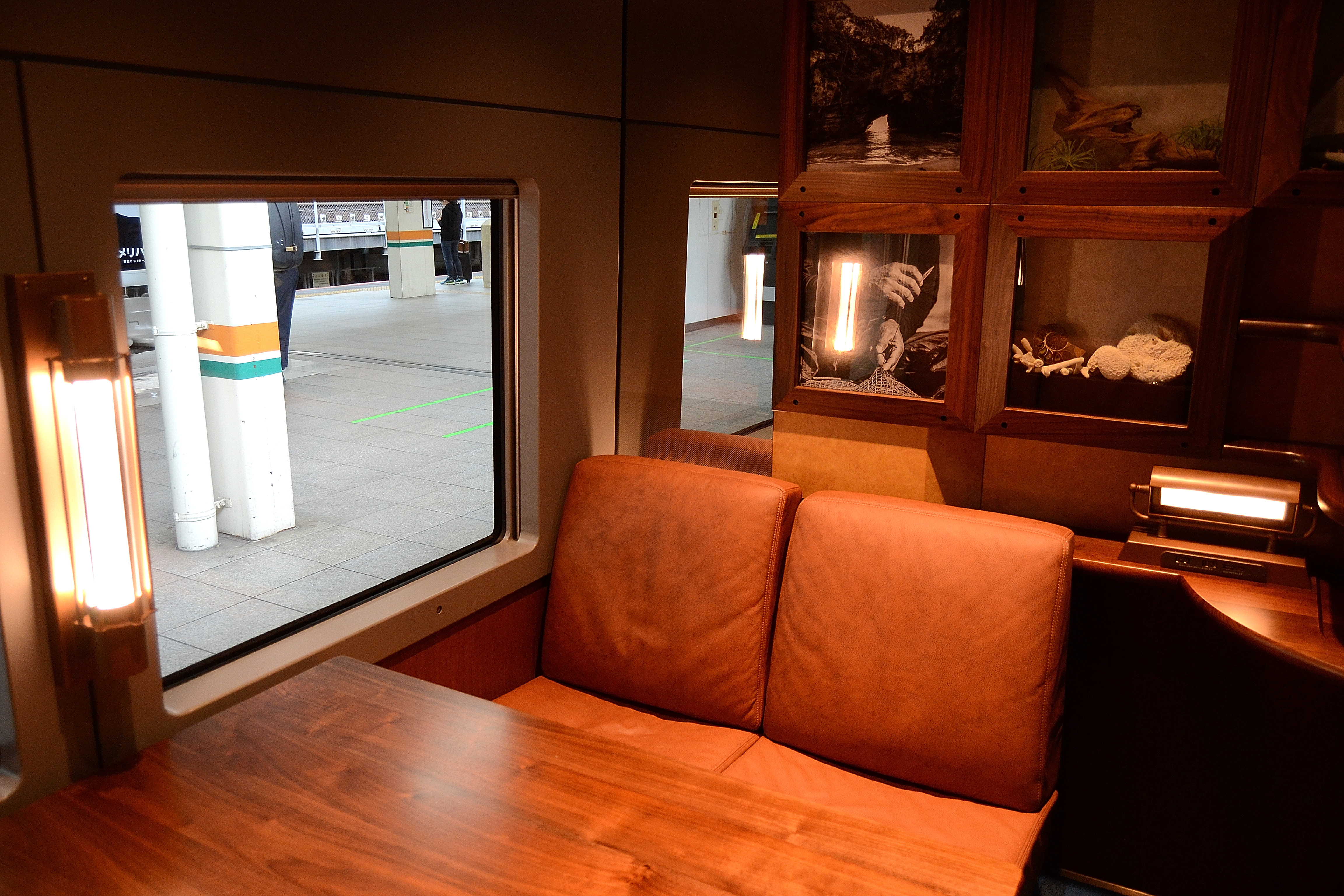
4人用個室
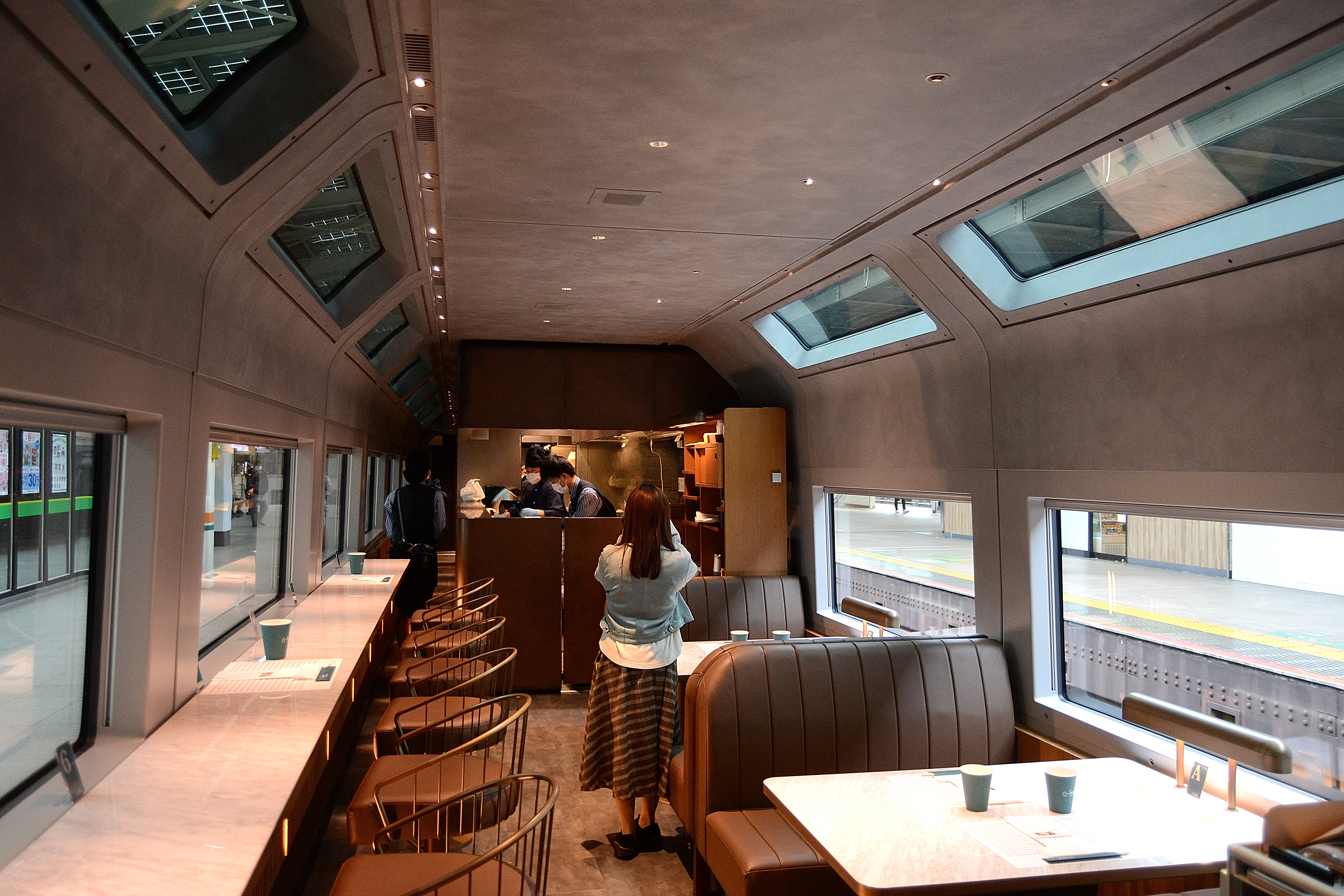
カフェテリア車内
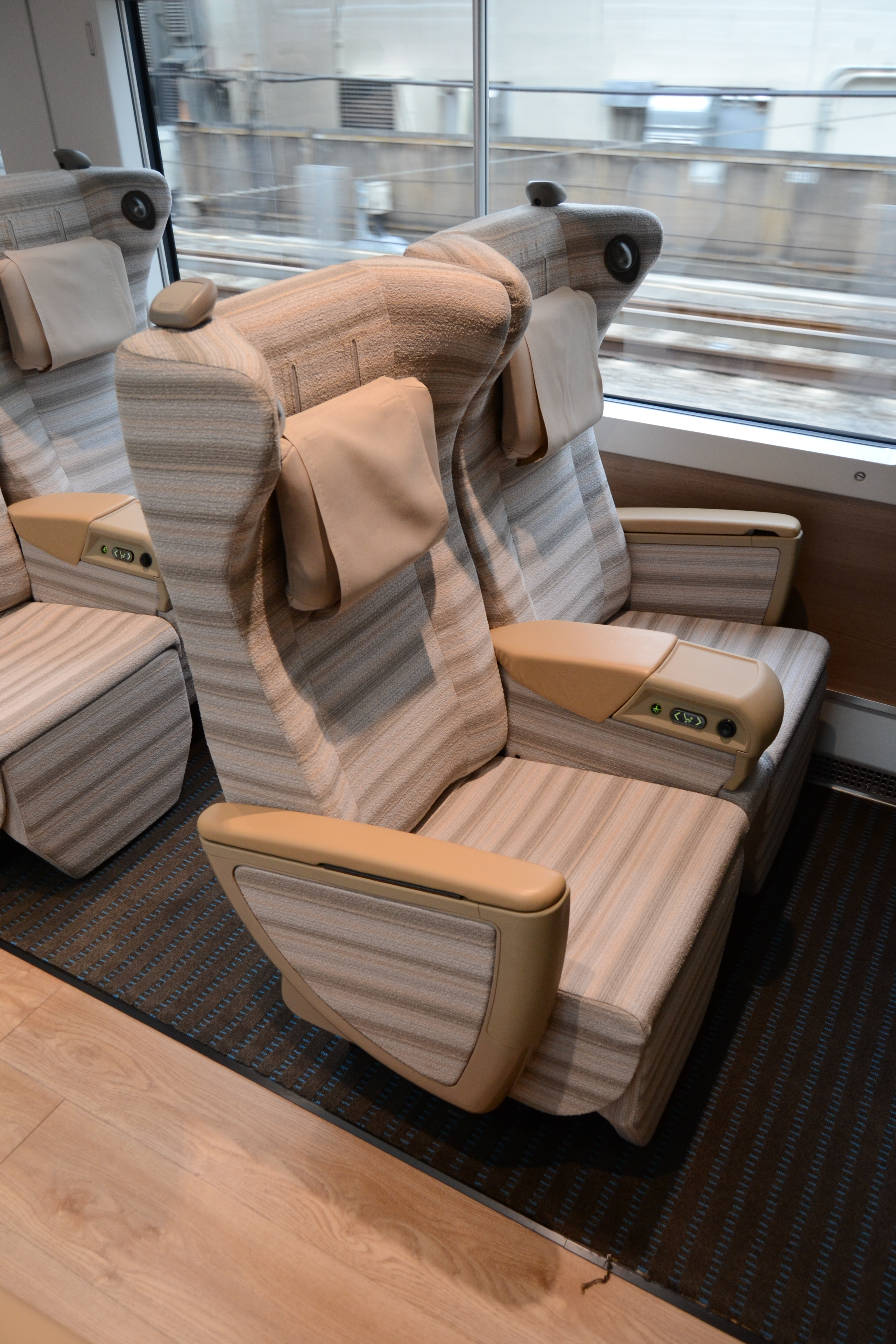
グリーン車座席
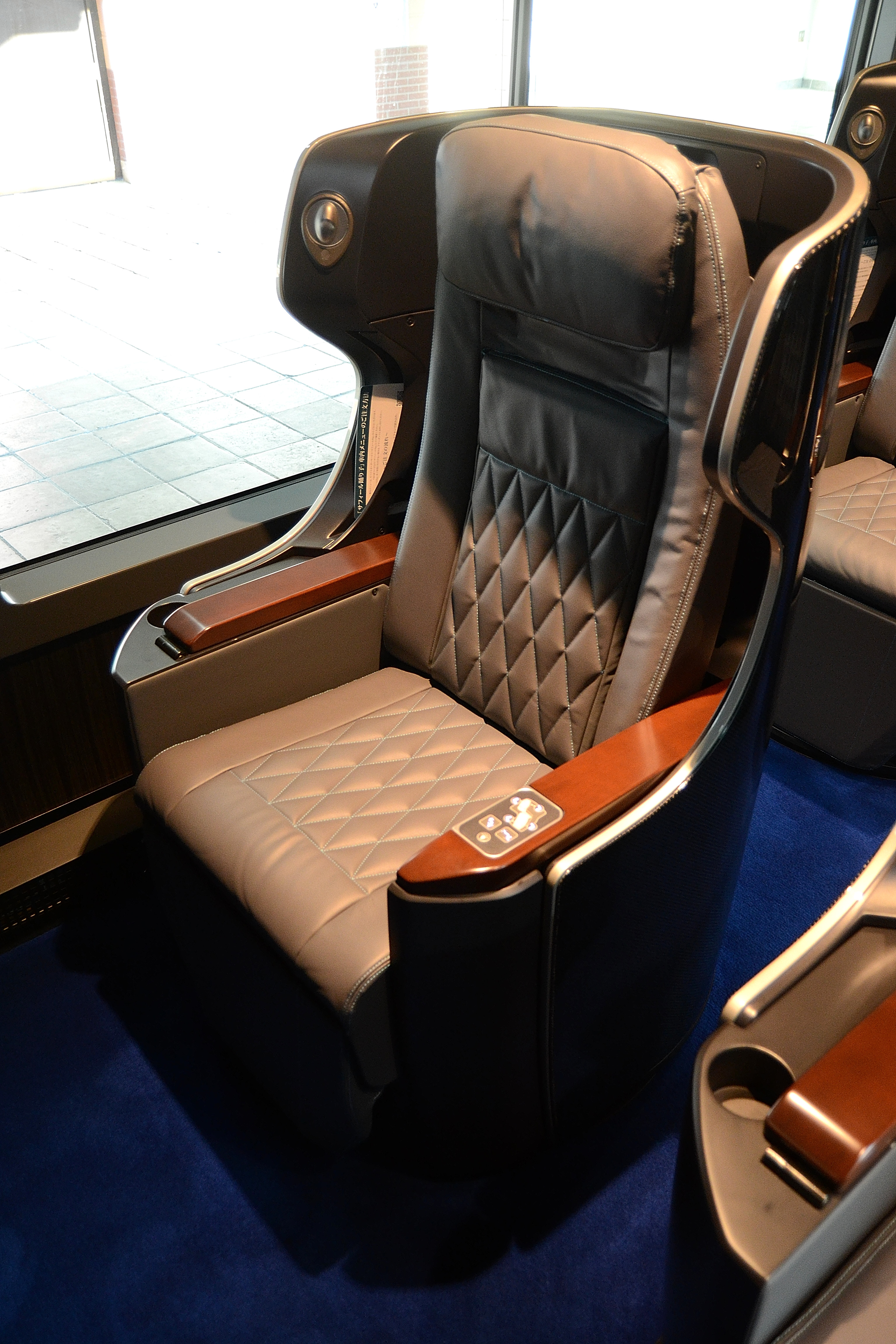
プレミアムグリーン車座席

### 主要機器
制御装置には日立製作所製のフルSiCモジュール（SiC-MOSFET）適用の2レベル方式VVVFインバータ制御（SC121形）で、各電動車毎に制御装置を搭載する1C4M方式を採用する。
主電動機はE235系と同様、MT79形外扇式全密閉かご形三相誘導電動機（定格出力140 kW）を採用している。歯車比は1:5.65。
制動装置は回生ブレーキ併用電気指令式空気ブレーキ方式としている。直通予備ブレーキ、耐雪ブレーキ、抑速ブレーキ機能を有する。
台車は、軸梁式ボルスタレス台車で動力台車がDT88、付随台車はTR272（クロのみ前位台車がTR272A）となっている。製造は日立製作所。すべての台車にフルアクティブ動揺防止装置及びヨーダンパが付いている。先頭台車のみ駐車ブレーキを装備している。

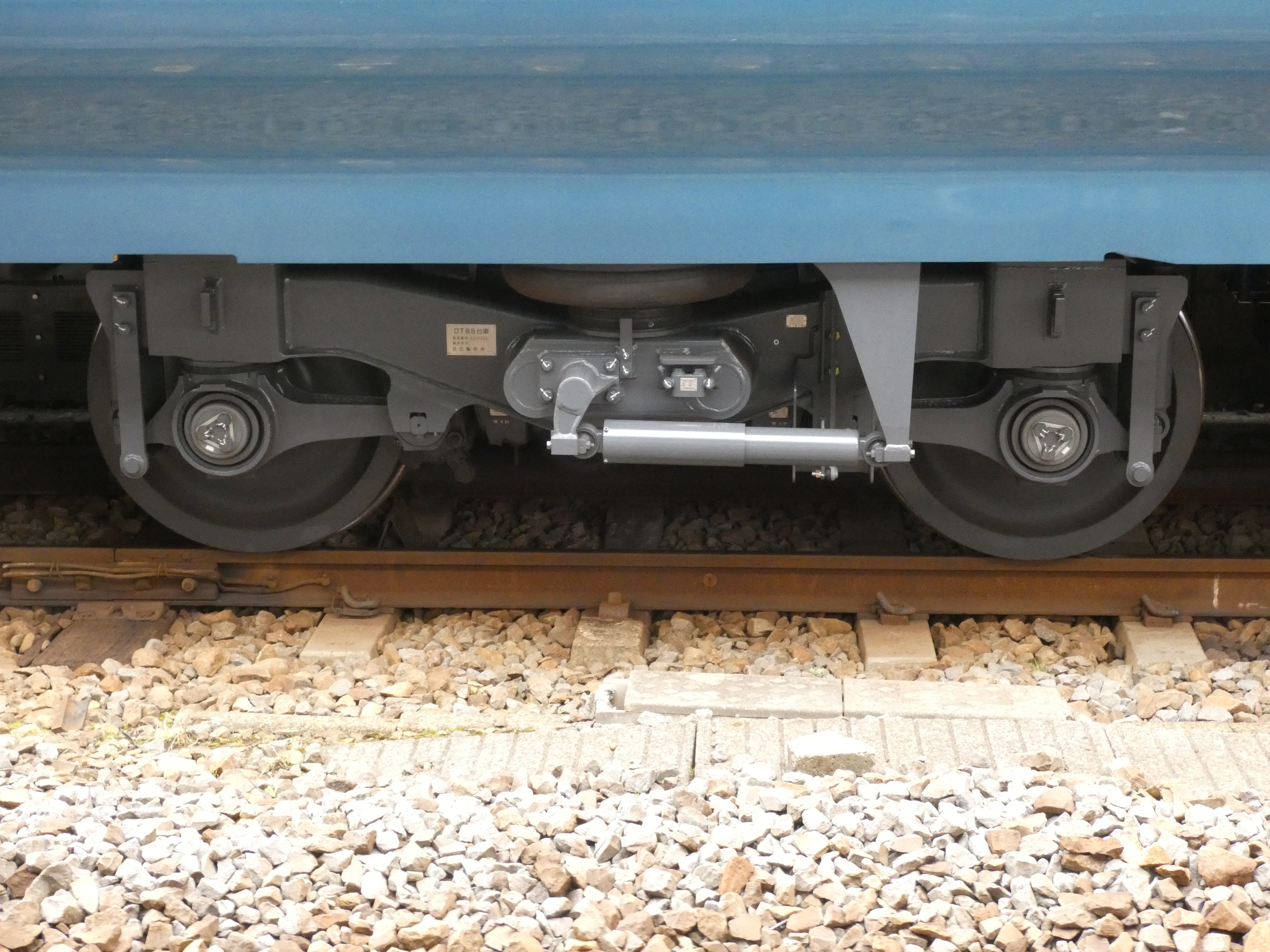
DT88形動力台車
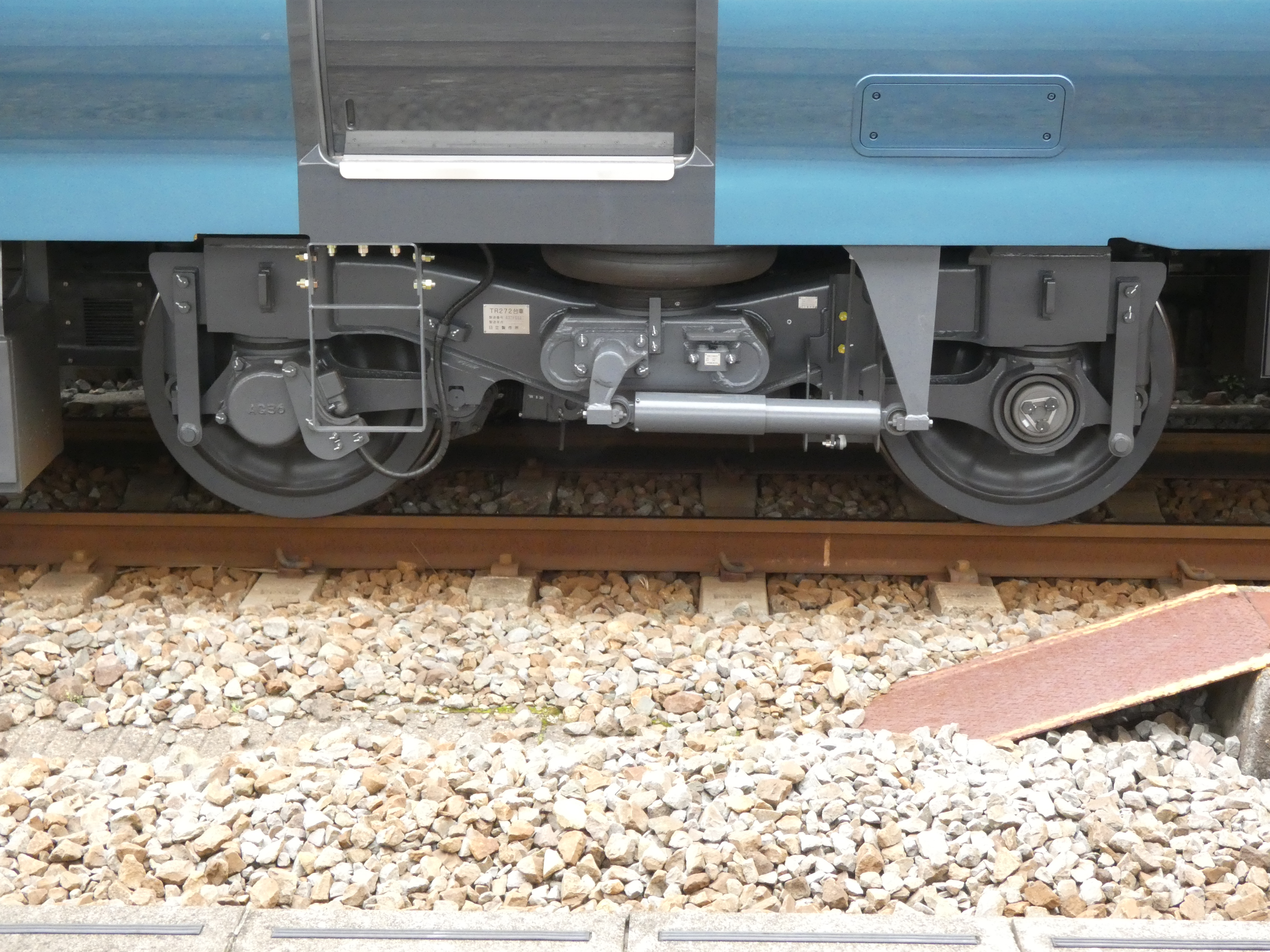
TR272系付随台車 画像はクロE261形後位のTR272形

集電装置（パンタグラフ）は、上昇検知付きのシングルアーム方式で、型番はPS33Hとしている。5号車の伊豆急下田方には予備パンタグラフが設置されている。
補助電源装置はIGBT素子を使用した東洋電機製造製の待機2重系の静止形インバータ（SIV）を搭載する。形式はSC106A形、出力電圧は三相交流440 V、定格容量は260 kVA。
空気圧縮機はMH3130-C1600F形を採用しており、毎分吐出容量は1,600 L。
冷暖房装置はAU302A形床下集中式の空調装置を各車に1台搭載している。冷房使用時は出力42kW（36,000 kcal/h）、暖房使用時は出力20kW（17,200 kcal/h）のものとなっている。
保安装置はATS-P・ATS-SNを搭載している。またデジタル列車無線、防護無線（自動発報機能付き）、EB・TE装置が搭載されている。

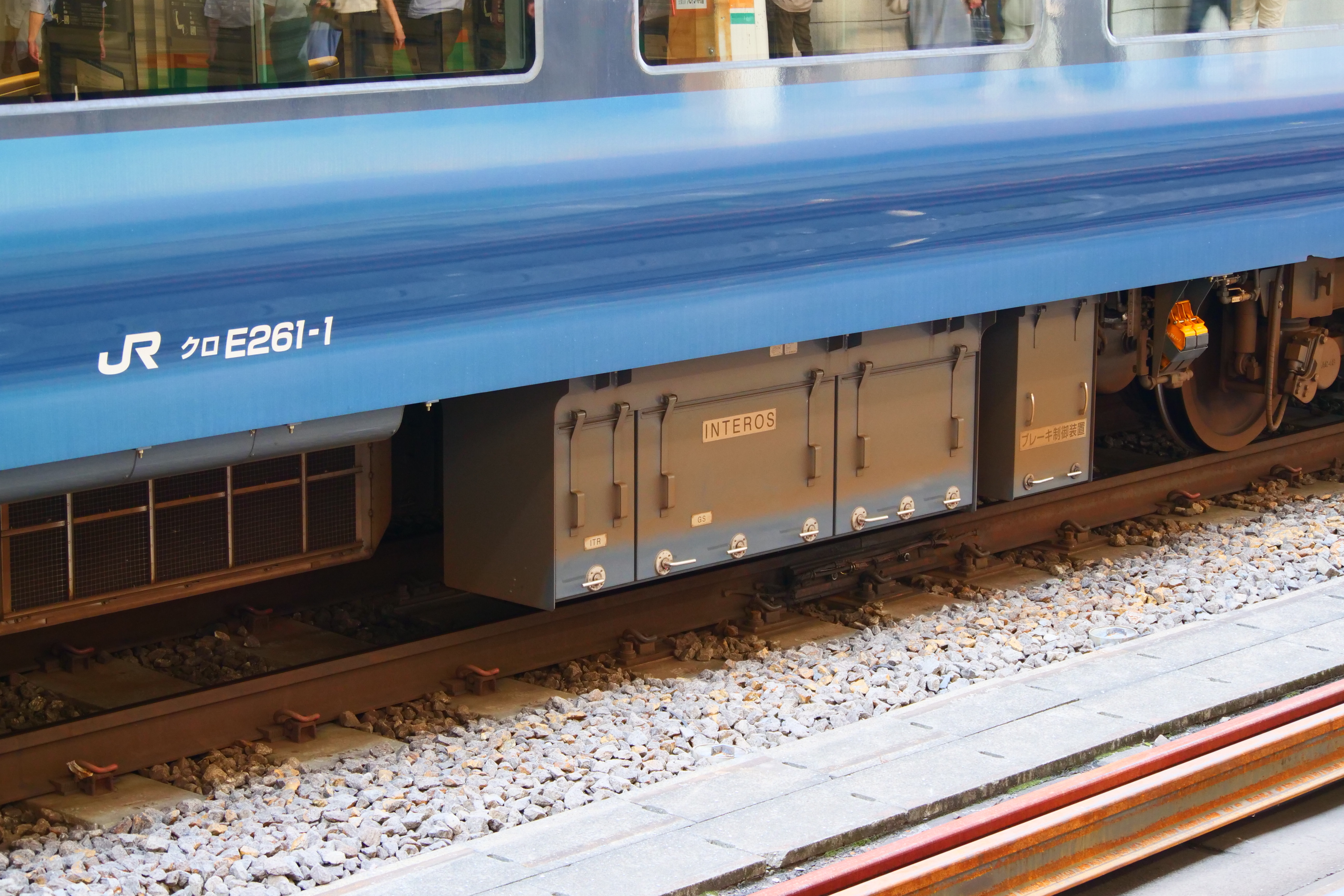
日立製作所製INTEROS

車両情報制御装置には、JR東日本の在来線旅客車両で2例目となるINTEROSを搭載している。

## 形式
1 - 3号車は川崎重工業、4 - 8号車は日立製作所で製造。
クロE261形（Tsc）
東京方先頭車で、8号車。定員24名。運転室と業務用室を配置、床下に補助電源装置を搭載。この車両のみ席番が逆順となっており、東京方が1番席となる。
クロE260形（Tsc'）
伊豆急下田方先頭車で、1号車。定員20名のプレミアムグリーン車で、座席は海側寄りに1＋1列配置。運転室を配置、床下に補助電源装置を搭載。
モロE261形
0番台（M1s）
5号車。定員14名。車椅子対応座席と多目的室、AED、車椅子対応トイレ設備を有する。モロE260形0番台とユニットを組む。集電装置（2基）と主制御器を搭載。
100番台（M1s1）
3号車。4人個室が2室と6人個室が2室の計4室20名のグリーン個室、トイレ設備を有する。モロE260形100番台とユニットを組む。集電装置（1基）、空気圧縮機、主制御器を搭載。
200番台（Ms）
7号車。定員30名。トイレ設備を有するほか、集電装置（1基）と空気圧縮機、主制御器を搭載。
モロE260形
0番台（M2s）
6号車で、定員36名。モロE261形0番台とユニットを組む。床下に主制御器、蓄電池を搭載。
100番台（M2s1）
2号車。4人個室が2室と6人個室が2室の計4室20名のグリーン個室、トイレ設備を有する。モロE261形100番台とユニットを組む。床下に主制御器を搭載。
サシE261形（TD）
4号車。カフェテリア、オープンキッチン、車販コーナー、車販準備室がある。床下に蓄電池、水タンク、汚水タンクなどを搭載。

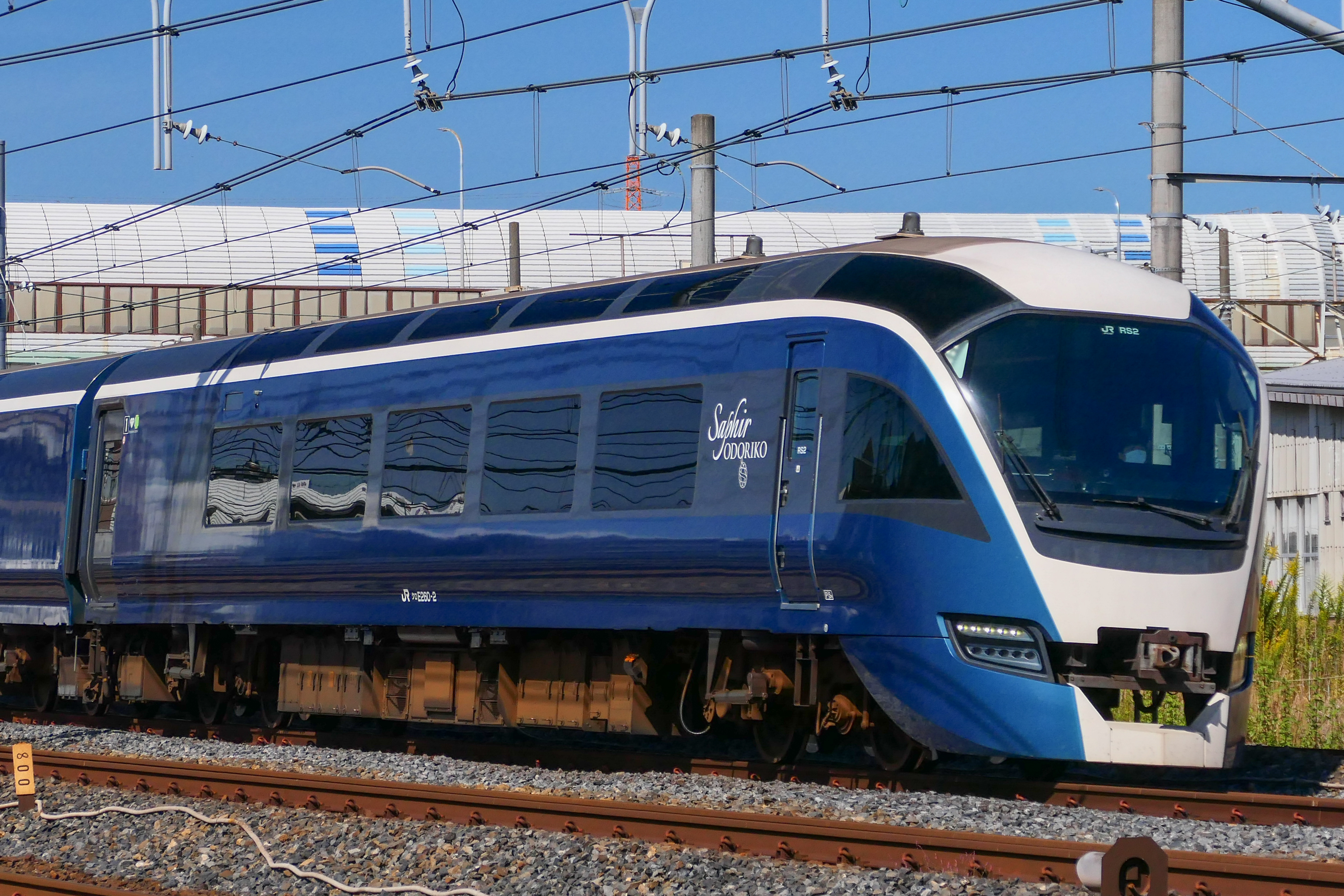
クロE260形
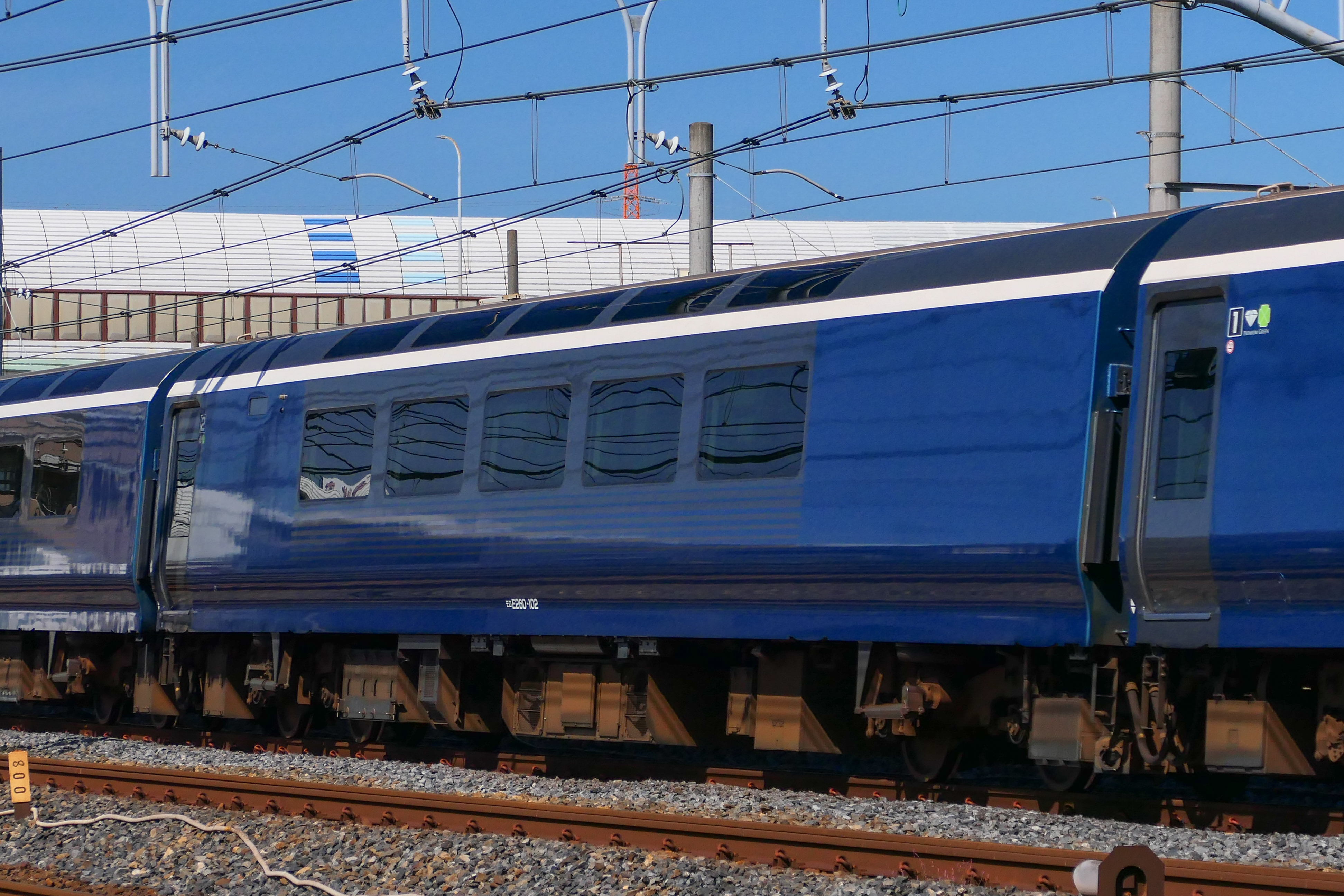
モロE260形100番台
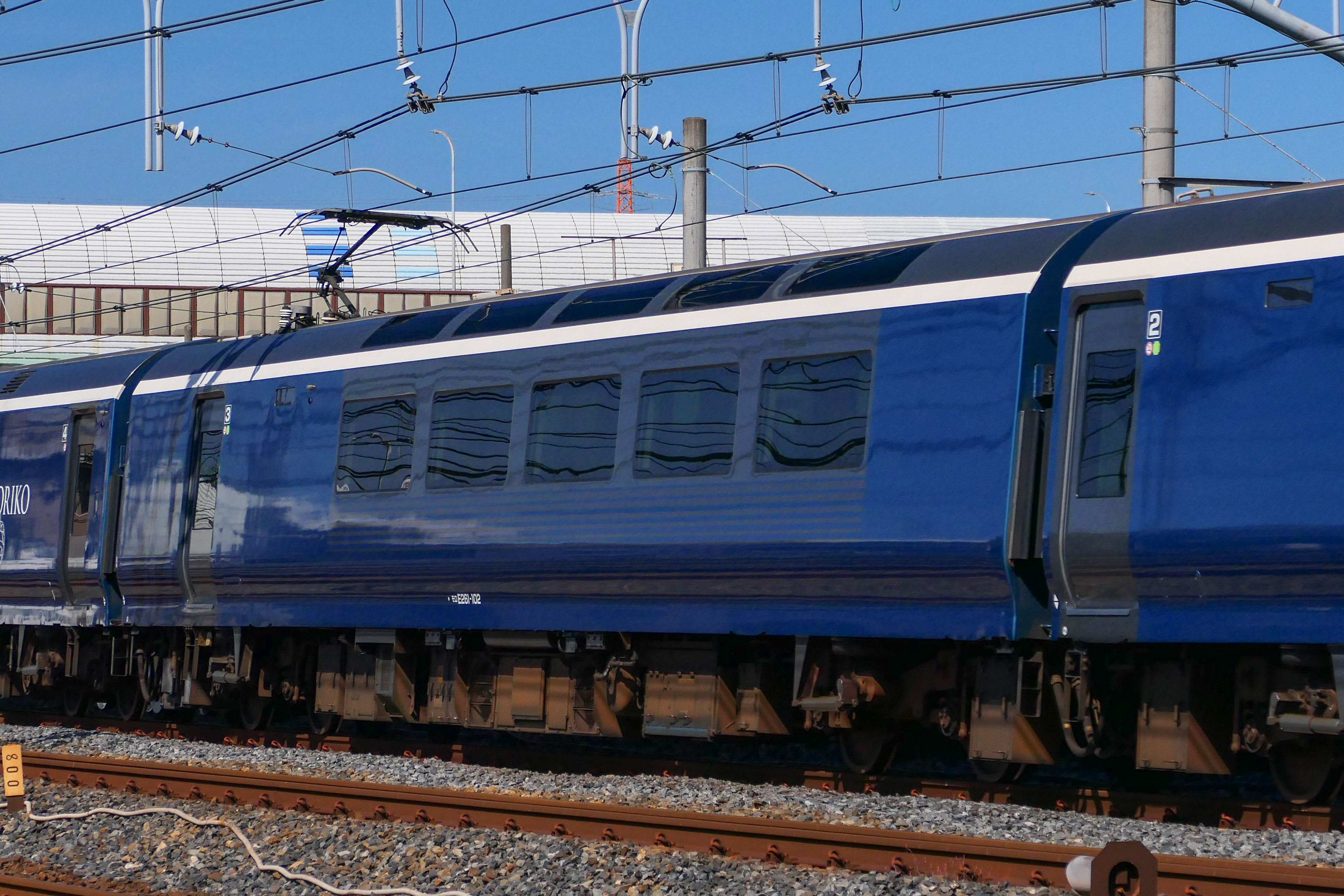
モロE261形100番台
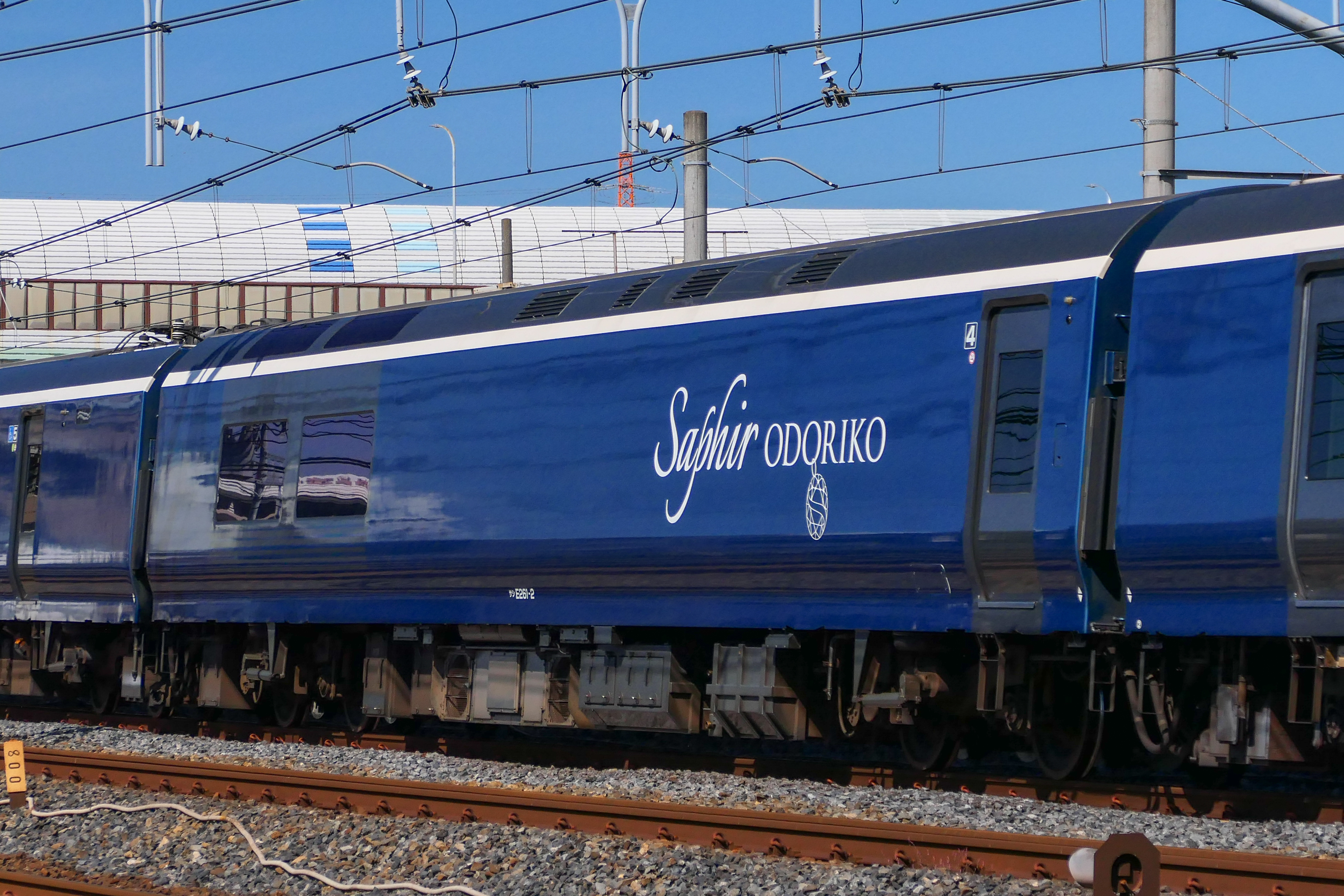
サシE261形
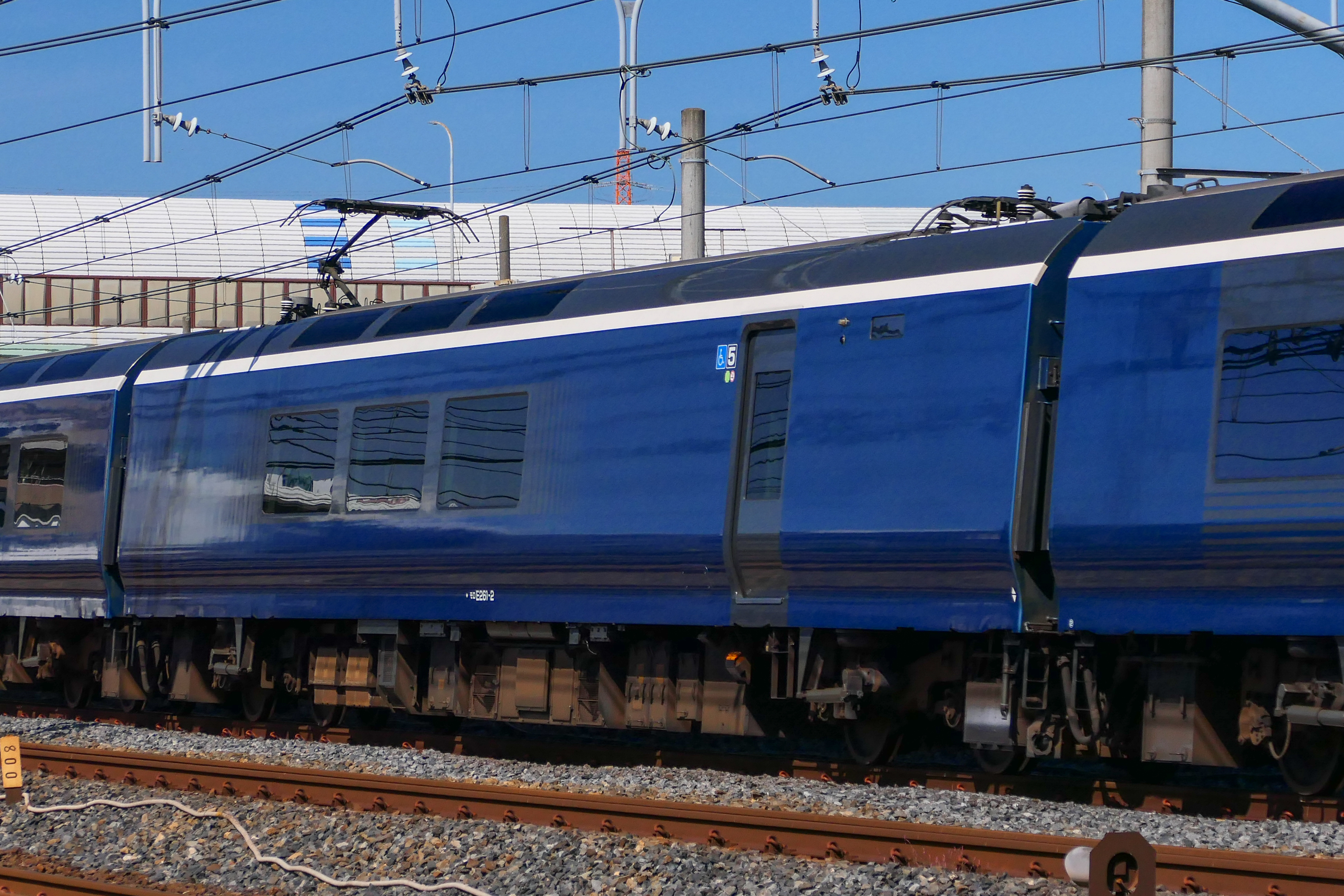
モロE261形0番台
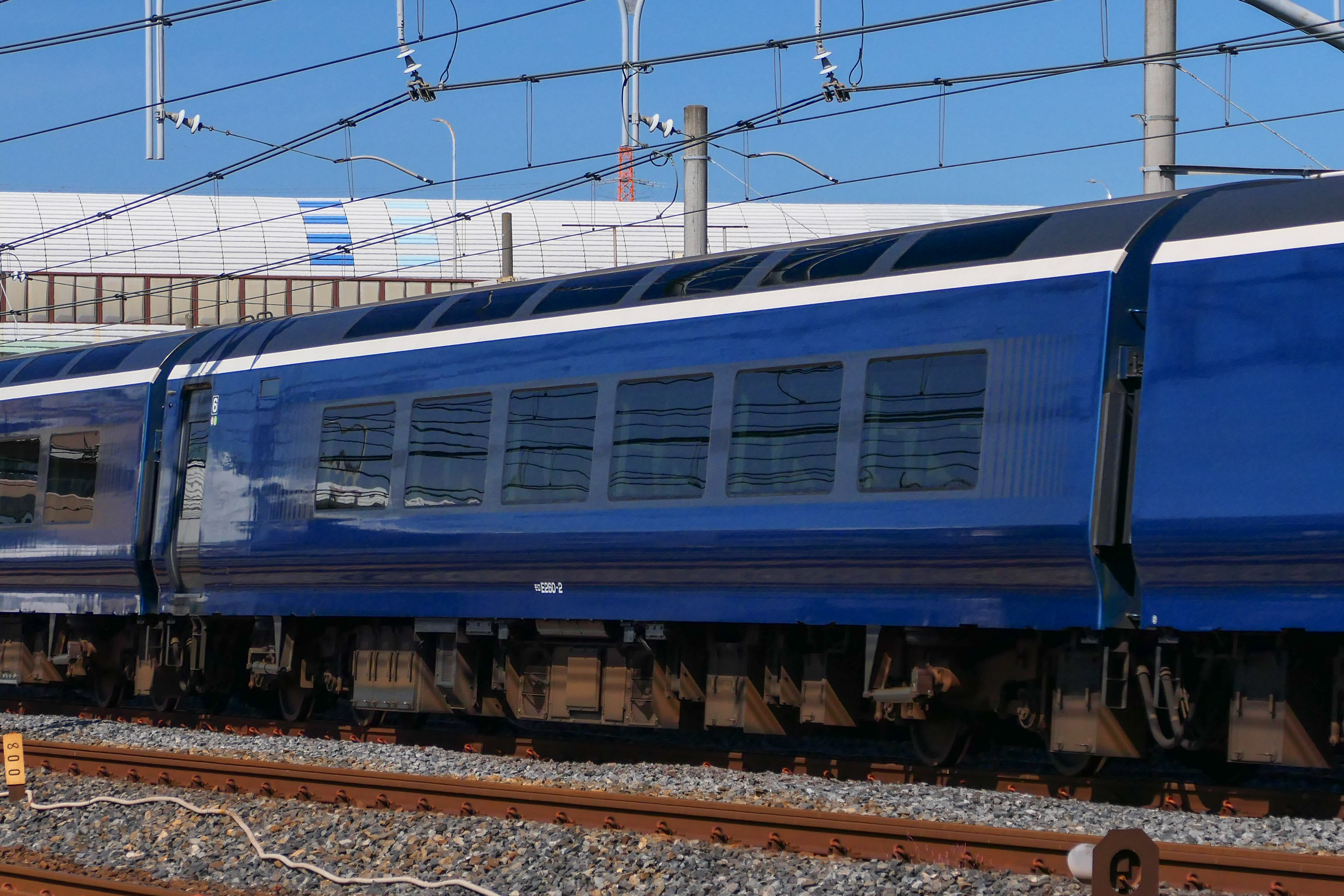
モロE260形0番台
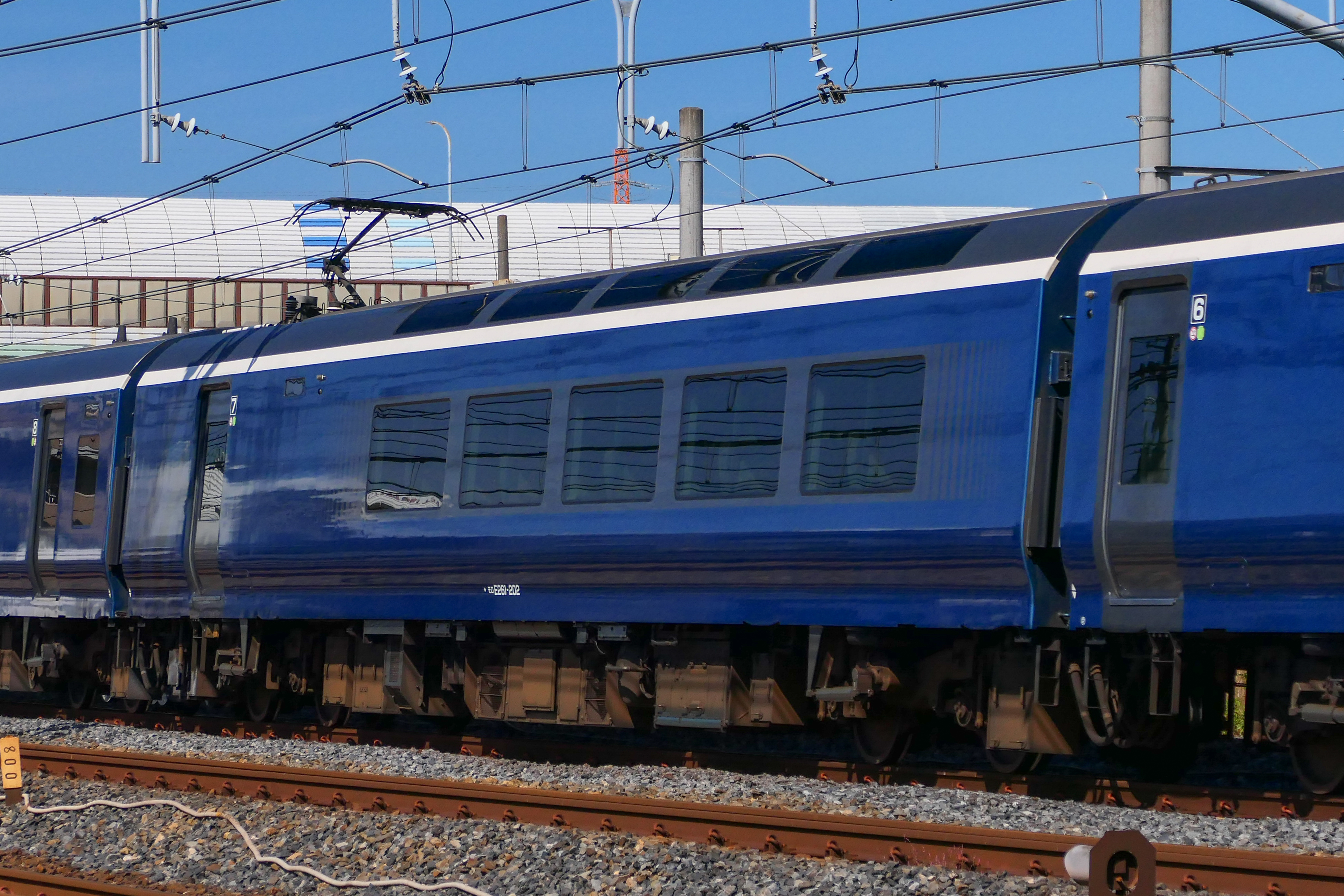
モロE261形200番台
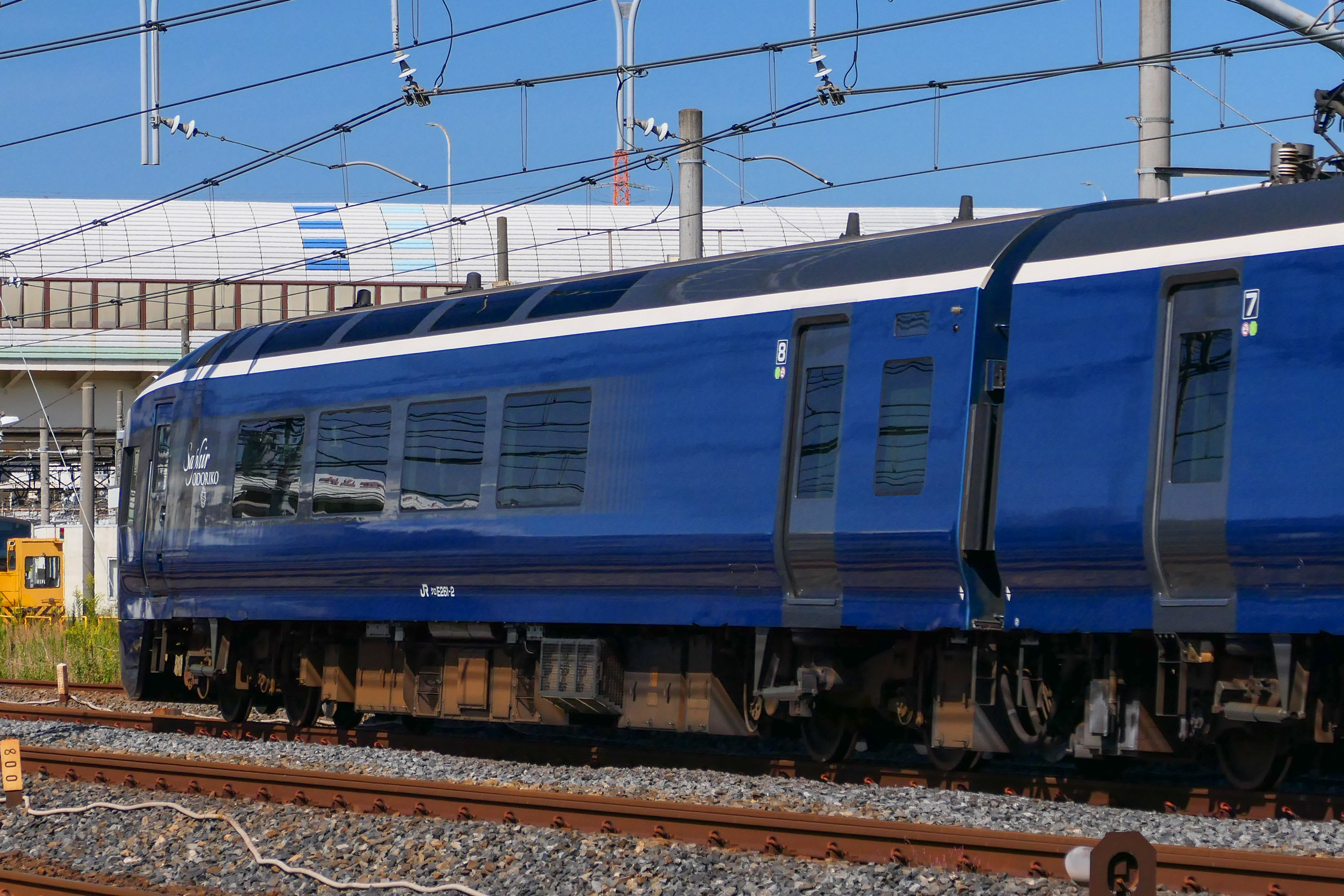
クロE261形

## 編成表
8両2編成（RS1編成・RS2編成）が大宮総合車両センター東大宮センターに配置されている。
| 形式     | 形式     | ← 東京・新宿小田原・熱海・伊東・伊豆急下田 → | ← 東京・新宿小田原・熱海・伊東・伊豆急下田 → | ← 東京・新宿小田原・熱海・伊東・伊豆急下田 → | ← 東京・新宿小田原・熱海・伊東・伊豆急下田 → | ← 東京・新宿小田原・熱海・伊東・伊豆急下田 → | ← 東京・新宿小田原・熱海・伊東・伊豆急下田 → | ← 東京・新宿小田原・熱海・伊東・伊豆急下田 → | ← 東京・新宿小田原・熱海・伊東・伊豆急下田 → |
| 形式     | 形式     | クロE261-0 8号車 （Tsc）                     | モロE261-200 7号車 （Ms）                    | モロE260-0 6号車 （M2s）                     | モロE261-0 5号車 （M1s）                     | サシE261-0 4号車 （TD）                      | モロE261-100 3号車 （M1s1）                  | モロE260-100 2号車 （M2s1）                  | クロE260-0 1号車 （Tsc'）                    |
| 定員     | 定員     | 24人                                         | 30人                                         | 36人                                         | 14人                                         | （16人）                                     | 20人                                         | 20人                                         | 20人                                         |
| 空車重量 | 空車重量 | 38.6t                                        | 40.5t                                        | 39.2t                                        | 40.2t                                        | 39.2t                                        | 39.1t                                        | 37.6t                                        | 38.6t                                        |
| 編成番号 | RS1      | 1                                            | 201                                          | 1                                            | 1                                            | 1                                            | 101                                          | 101                                          | 1                                            |
| 編成番号 | RS2      | 2                                            | 202                                          | 2                                            | 2                                            | 2                                            | 102                                          | 102                                          | 2                                            |

■ プレミアムグリーン車
■ グリーン車（2・3号車はグリーン個室）

## 運用
2020年3月14日ダイヤ改正より特急「サフィール踊り子」として、東京駅・新宿駅 - 伊豆急下田駅間で営業運転を開始した。
定期列車1往復と臨時列車1往復が運転されている。
このうち、サフィール踊り子1号・2号は毎日運転の定期列車として、3号（月・木・金曜日）・4号（火・水曜日以外の毎日）は臨時列車として、それぞれ東京駅 - 伊豆急下田駅間、5号は土休日に新宿駅 - 伊豆急下田駅間で運転される。
|        | サフィール踊り子1号 | サフィール踊り子2号 | サフィール踊り子3号 | サフィール踊り子4号  | サフィール踊り子5号 |
| ------ | ------------------- | ------------------- | ------------------- | -------------------- | ------------------- |
| 始発駅 | 東京                | 伊豆急下田          | 東京                | 伊豆急下田           | 新宿                |
| 終着駅 | 伊豆急下田          | 東京                | 伊豆急下田          | 東京                 | 伊豆急下田          |
| 運転日 | 毎日運転            | 毎日運転            | 月・木・金曜日      | 火・水曜日以外の毎日 | 土休日              |